# Michael Nees
Michael Nees (* 23. Juli 1967 in Karlsruhe) ist ein deutscher Fußballtrainer. Seit 2024 ist er als Nationaltrainer von Simbabwe tätig.

## Leben
In seiner Zeit als Spieler war Nees im Amateurbereich aktiv und spielte unter anderem zuletzt 1995/96 für den ASV Durlach in der viertklassigen Oberliga. Daneben studierte er Sport und Ethnologie an der Universität Heidelberg und war als Jugendtrainer aktiv. Nach dem Studium arbeitete er als Sportlehrer und als Berater für den japanischen Fußballbund. 2001 absolvierte er den Lehrgang zum Fußballlehrer an der Sporthochschule Köln und war anschließend für den DFB in verschiedenen Fußballentwicklungsprojekten in Afrika tätig, so 2003/2004 auch als Nationaltrainer der Seychellen. Während der Weltmeisterschaft 2006 war er vom DFB als Betreuer der englischen Nationalmannschaft eingesetzt.
Mit der Nationalmannschaft von Ruanda wurde er Dritter beim CECAFA-Cup 2006; er wurde aber entlassen, als sich das Team als Dritter der Qualifikationsgruppe nicht für die Afrikameisterschaft 2008 qualifizieren konnte. 2008 wurde er vom DFB im Rahmen einer Kooperation als technischer Berater zum südafrikanischen Fußballverband entsandt.
Ab dem 8. März 2013 war Nees technischer Direktor des israelischen Verbandes und übernahm zusätzlich ab dem 1. Juli 2013 auch die U21-Nationalmannschaft Israels. Im Juni 2015 schied er beim israelischen Verband aus. Später war er vom 23. Januar 2017 bis zum 2. Februar 2022 als technischer Direktor für den Fußballverband des Kosovo tätig und trainierte dort ab Januar 2021 ebenfalls die U21-Nationalmannschaft.
Im Sommer 2024 unterschrieb er einen Vertrag als Nationaltrainer von Simbabwe.